# Цеґельня-Левіцька
Цеґельня-Левіцька (пол. Cegielnia Lewicka) — село в Польщі, у гміні Ліповець-Косьцельний Млавського повіту Мазовецького воєводства.
У 1975-1998 роках село належало до Цехановського воєводства.